# Svenska lyceum i Helsingfors
Svenska lyceum i Helsingfors (Revan), tidigare kallad Reallyceum i Helsingfors och Svenska reallyceum i Helsingfors, var en statligt ägd svenskspråkig pojkskola som verkade i Helsingfors år 1872–1968.

## Historik
Skolan grundades år 1872 under namnet Reallyceum i Helsingfors. Reallyceet var en sjuklassig pojkskola som fokuserade på realämnen och moderna språk som franska, tyska och ryska. Målet var att ge eleverna en mer praktisk utbildning, som skulle ge bättre förutsättningar för att upprätthålla internationella kontakter och arbeta som tjänstemän.
På den tiden hade läroverken antingen klassisk inriktning eller fokus på realämnen. Till den klassiska linjen hörde latin och grekiska medan reallinjen fokuserade på moderna språk, matematik, naturvetenskaper och ritning.
År 1891 ändrades läroverkets namn till Svenska reallyceum i Helsingfors, då ett motsvarande finskspråkigt läroverk grundades. År 1914 bytte skolan namn till Svenska lyceum i Helsingfors, då också en klassisk linje inrättades genom en förordning.
De första två åren verkade skolan på Kyrkogatan 10, i rådmanänkan Maria Crohns hus i hörnet av Kyrkogatan och Riddargatan. Samma hus användes senare av Svenska privata läroverket för flickor samt av Svenska litteratursällskapet i Finland. År 1874 flyttade skolan till Norra Magasinsgatan 6 och år 1877 till Mariegatan 11. Där verkade skolan fram till år 1902, då den flyttade till sin slutliga adress på Elisabetsgatan 13.
Det nya skolhuset på Elisabetsgatan ritades av Theodor Decker och slutfördes efter hans död av Magnus Scherfbeck. Skolhuset uppfördes av byggmästare Johan Johanson. Den slutliga kostnaden landade på 650 896 mark och 46 penni.
Under Finska inbördeskriget satt från februari 1918 Sigurdskårens 467 man fängslad i Revan på Elisabethsgatan. Fångenskapen upphörde den 13 april, då Helsingfors befriades av den tyska Östersjödivisionen från de röda trupperna.
År 1968 förenades pojkskolan med Svenska flickskolan i Helsingfors (Arken) till en samskola, Helsingfors svenska samlyceum. Den nya skolan fortsatte verksamheten i Arkens skolhus på Arkadiagatan 24. Helsingfors svenska samlyceum verkade till år 1977 då skolan i och med grundskolereformen delades upp i Tölö högstadieskola och Ottelinska gymnasiet, som sedan blev Gymnasiet svenska normallyceum.

## Publikationer om skolan
- Svenska lyceum i Helsingfors : reallyceum - Svenska reallyceum 1872-1957 : jubileumsskrift, utgiven av Forna reallyceisters kamratförbund, 1960
- Reallyceum, Svenska reallyceum, Svenska lyceum : 1872-1922 : minnesskrift, utgiven av Forna reallyceisters kamratförbund, 1922